# Thomas Joseph Hutchinson

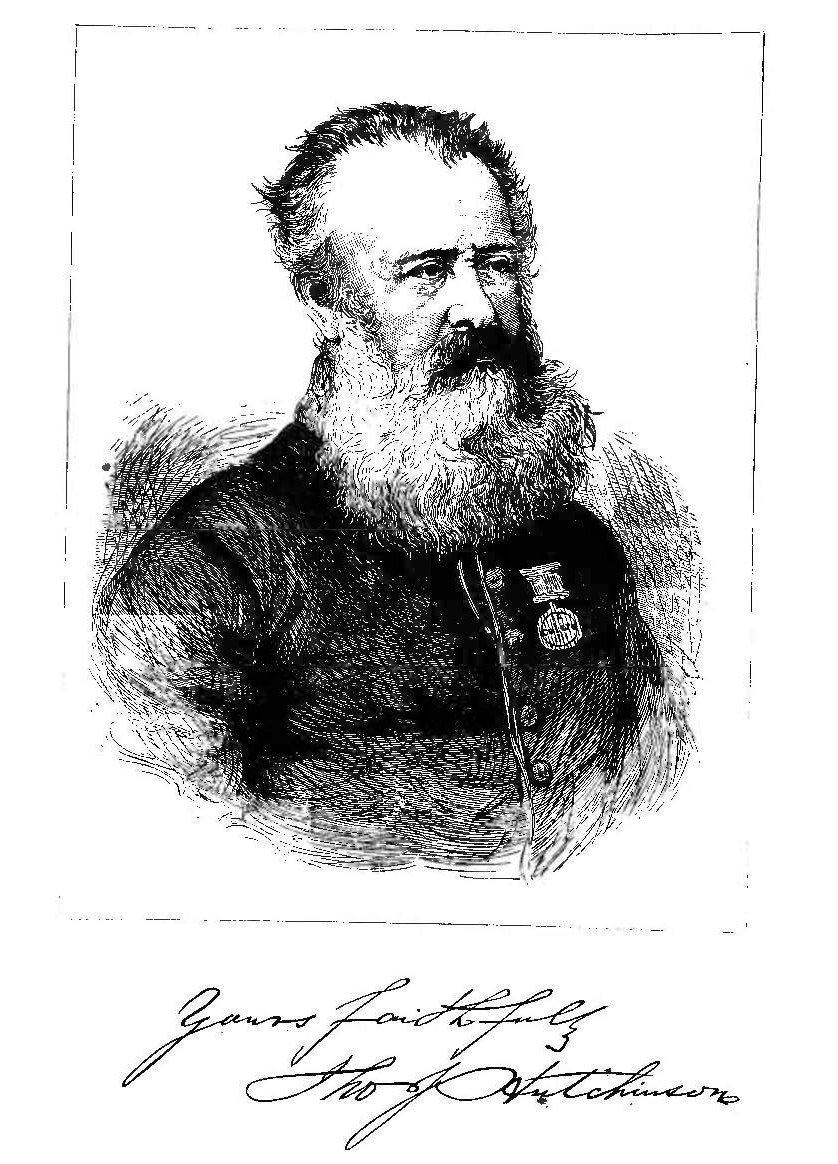
Thomas Joseph Hutchinson

Thomas Joseph Hutchinson (* 18. Januar 1820 in Stonyford, Irland; † 23. März 1885) war ein britischer Forschungsreisender und Konsul.
Hutchinson beschäftigte sich zunächst mit Medizin und wurde Arzt, ehe er 1851 eine Reise nach Westafrika unternahm. Zwischen 1854 und 1855 bereiste er als Hauptarzt der Expedition zum Niger diesen Teil Afrikas. 1855 wurde Hutchinson englischer Konsul in der Bucht von Biafra und auf Fernando Poo, das er auch seit 1857 als Gouverneur für die spanische Regierung verwaltete. 1861 ernannte man ihn zum Konsul in Rosario in Argentinien. Hier erforschte er unter anderem das Tal des Rio Salado. 1870 wurde er Konsul in Callao. Seit 1870 lebte er auf seinem Landsitz in Irland und starb am 23. März 1885.

## Werke
- Narrative of the Niger-Tshalda-Binue exploration of 1854-55, 1855.
- Impressions of Western Africa, 1858.
- Ten years' wanderings among the Ethiopians, 1861.
- Buenos Ayres and Argentine gleanings, 1865.
- Parana and South American recollections, 1868.
- Two years in Peru, 1874.
- Summer rambles in Brittany, 1876.